# Всеволожськ
Всеволожськ (рос. Всеволожск) — місто Всеволожського району Ленінградської області Росії. Входить до складу муніципального утворення «Місто Всеволожськ». Населення — 59 704 особи (2010 рік).

## Назва
Назва міста походить від прізвища його засновника, дійсного статського радника — Павла Олександровича Всеволожського (1839—1898).

## Історія
Перші поселення на території нинішнього Всеволожська, що розкинувся в долині річки Луб'я (Луппа), згадані ще в Писцевій книзі Водської п'ятини 1500 року — це село «Лубляна на річці Лубні» та три села Рябово: «Рябово», «Рябово Нове», «Рябово Владикіно». Перша картографічна згадка належить Понтусу де ла Гарді — в 1580 році на карті Карелії, складеної після взяття Кексгольма, відзначено селище швед. Lubiaby, що в перекладі зі шведської означає — село Луб'я.
Топонім Луб'я був досить поширеним у цих місцях в XVII столітті. Так, на карті Нотебурзького лена, накресленої з оригіналу першої третини XVII століття, в околицях майбутнього Всеволожська позначені два села Луб'я, а на карті Інгерманландії 1676 року — три села Луб'я. Села з назвою Рябово з'являються на картах, починаючи з 1727 року, причому річка, на якій вони стояли, називалася Мала Охта, і лише в 1792 році, на карті околиць Петербурга А. М. Вильбрехта, річка вперше отримала сучасну назву — Луб'я.
У XVIII—XX століттях у межах сучасного міста Всеволожська існували мизи Приютино та Рябово. Приютино — садиба першого директора Публічної бібліотеки, президента Академії мистецтв А. Н. Оленіна. Рябово за час свого існування змінило 14 власників, від Олександра Меншикова до Василя Павловича Всеволожського. З 1774 по 1779 рік мизою Рябово володів барон Іван Юрійович Фридрикс, який побудував у ній першу на території майбутнього Всеволожська церкву (07.09.1778) — 400-місну церкву в ім'я св. Регіни, що стала центром Рябовського лютеранського приходу. Території обох садиб увійшли до складу міста Всеволожська в 1963 році.
У 1892 році була відкрита Іриновська залізниця — перша в Росії вузькоколійна залізниця, вона призначалася для перевезення торф'яних брикетів для опалення Петербурга. У 1895 році неподалік від садиби Рябово (біля перетину нинішніх Всеволожського та Жовтневого проспектів) відкрилася станція Всеволжська, названа за прізвищем Павла Олександровича Всеволожського, власника землі, на якій вона розташовувалася. Навколо нової станції на землях, проданих під забудову П. А. Всеволожським, виникло дачне селище Всеволожське, що згодом став містом Всеволожськом.
Також залізниця проходила через землі Йоганна Бернгарда. У січні 1910 року на прохання Бернгарда станція «Христинівка» була перейменована на «Бернгардовка» (нині — назва одного з мікрорайонів Всеволожська). У межах сучасного Всеволожська залізниця мала наступні зупинки: платформа Приютино, платформа Мар'їно, станція Бернгардовка, платформа Павловська (існувала декілька років), станція Всеволжська, станція Рябово, станція Мірошницький Струмок.
У 1894 році була відкрита Рябовська земська лікарня імені Павла й Олени Всеволожських, що стала пізніше центральною районною лікарнею.
У 1914 році у населених пунктах, з яких тепер складається сучасний Всеволожськ, працювали земські школи — двокласні училища.
У 1924 році залізниця була перешита на широку колію, а також спрямлена в межах Всеволожська, через що південніше перетину Всеволожського проспекту та вул. Костянтинівської був побудований новий вокзал, де він розташований і нині.
У 1925 році дачне селище Всеволожське було центром Ленінської волості Ленінградського повіту, з населенням 15 617 осіб, 26 сільрадами та 91 селом. Після утворення Ленінградської області у 1927 році селище Всеволожське стало адміністративним центром Ленінського району Ленінградського округу.
Указом Президії Верховної Ради РРФСР від 27 листопада 1938 року дачне селище Всеволожське було віднесено до категорії робітничих селищ, з включенням в його межі населених пунктів Бернгардовка, Рябово, Іллінський, Мар'їно та присвоєнням найменування — робітниче селище Всеволжське.
Указом Президії Верховної Ради РРФСР від 1 лютого 1963 року робітниче селище Всеволожське перетворено на місто районного підпорядкування Всеволожськ. Одночасно місто Всеволожськ виокремлено зі складу району і передане у підпорядкування Промислового Облвиконкому.
У 1965 році Всеволожськ став містом обласного підпорядкування.

## Географія
Всеволожськ розташований за 28 км від Санкт-Петербурга на перехресті автодоріг регіонального значення 41К-064 «Дорога життя» (Санкт-Петербург — Мор'є) та 41К-078 (Всеволожськ — сел. ім. Свердлова — Санкт-Петербург).
Зі сходу на захід через місто протікає річка Луб'я.
Північна частина міста розташована на Румболовсько-Кяселевській височині, південна частина на Колтушській височині.
Найвища точка на території міста (68,13 м над рівнем моря) розташована на Румболовській горі, за 100 м на північ від церкви Спаса Нерукотворного Образу, найнижча (11,75 м) — у заплаві річки Луб'я у районі вулиці Приютинської.

## Економіка

### Промисловість
Всеволожськ — один із сучасних промислових центрів Ленінградської області. У Всеволожську розміщені такі промислові підприємства: автоскладальний завод ЗАТ «Форд Мотор Компані», завод «Гестамп Северсталь Всеволожськ», шинний завод Nokian Tyres, завод «Merloni TermoSanitari S. p.A», підприємство «Smurfit Kappa St. Petersburg», будівельне підприємство «Аколит», друкарня «МДМ-ДРУК», друкарня «Неопринт», ТОВ «М'ясокомбінат „Всеволожський“», підприємство ТОВ «Фейвели Транспорт», фабрика «Морепродукт», підприємство «Етикетка», «Рексам-Всеволожськ», швейна фабрика «Труд» (пошиття спецодягу), завод з виробництва ролети «Алютех», підприємства з виробництва меблів, будматеріалів.
Великі промислові підприємства, попри відповідність міжнародним стандартам, розташовуються у комунально-складській зоні міста Всеволожська або у промзоні «Цегельний Завод», далеко від міських кварталів.

## Телекомунікації
Послуги стаціонарного зв'язку в місті надає підприємство «Ленсвязь», що входить до структури телекомунікаційного ПАТ Ростелеком.
Стільниковий зв'язок надають МегаФон і МТС, які мають представництва в місті, Білайн, Tele2.
З 2009 року послуги фіксованого та IP-телефонії надають компанії «Всевнет», «Р2». З 2010 року — «Ланк Телеком».
Послуги доступу в Інтернет по виділених лініях надають компанії «Всевнет», «Р2», «MTC» (Ланк Телеком), «Білайн» (Корбіна Телеком). За технологією ADSL послуги надає Ростелеком під торговою маркою «Авангард». По технології PON послуги надають Ростелеком і Fasternet.
Послуги кабельного телебачення надають компанії: «Формат ТВ», «Телецвет», «Спектр», «Телеинком», «Р2», «Всевнет».

## Освіта

### Вища
Філія Російського державного гуманітарного університету.

## Культура

### Музеї
На в'їзді в місто розташовується старовинна садиба Приютино, де бував Пушкін. Сьогодні там відкрита експозиція, іноді в її інтер'єрах знімають кіно і шоу-програми. У Південному мікрорайоні працюють музеї: «Всеволожськ в роки блокади», музей історії автомобільного транспорту, де можна побачити раритетні моделі автомобілів. На Колтуському шосе працює «Музей кішки», де можна ознайомитися з історією, біологією та артскладовою котячої спільноти. Музей бере участь у проекті «Ніч музеїв».

### Пам'ятники
- Всеволоду Андрійовичу Всеволожському (на перетині Жовтневого і Всеволозького проспектів, відкритий 05.09.2009)
- В. І. Леніну (на перетині Всеволожського проспекту і Колтуського шосе)
- Льодовиковий валун «Дитячий», що розміщений у дворі одного з дитячих садків міста Всеволожська, занесений в перелік геологічних об'єктів Ленінградської області, визнаних фахівцями пам'ятками природи
- Народу-Переможцю, на вул. Перемоги
- Н. С. Гумільову, у дворі церкви святих рівноапостольних Костянтина й Олени
- на Румболовській горе: Меморіал Румболовська гора, що входить до складу Зеленого поясу Слави
- Воїнам-інтернаціоналістам
- Воїнам, загиблим в Чечні
- Ліквідаторам аварії на ЧАЕС
- Героям Великої Вітчизняної війни — стела «Ніхто не забутий, ніщо не забуте»
- Пам'ятник «полуторці» (відкритий 27.01.2012)

### Релігія
- Лютеранська кірха св. Регіни Церкви Інгрії. Освячена в 1778 році. Відремонтована в 1913 році. Закрита в 1937 році. Будівля не збереглася.
- Православний храм Спаса Нерукотворного Образу на Дорозі життя. Освячено 29 серпня 1899 року. У жовтні 1931 року закритий. Повернуто Церкві в 1989 році. Повторно освячений 24 листопада 1991 року. Престольне свято 29 серпня. Храм — пам'ятник архітектури федерального значення. При храмі існує недільна школа.
- Православна церква Пресвятої Трійці. Храм освячений 30 жовтня 1904 року. Закритий в 1938 році. Повернуто Церкві в 1945 році. Повторно освячено 16 грудня 1945 року. Престольне свято — День Святої Трійці. Пам'ятник історії і культури. При храмі існує недільна школа.
- Церква євангельських християн-баптистів міста Всеволожськ (1992 р.)
- Буддійський центр (1992 р.)[72]
- Православна церква святого великомученика Пантелеймона (1996)
- Православна церква святих рівноапостольних Костянтина й Олени (2001).
- Вірменська Апостольська церква Пресвятої Матері Богородиці (2003 року).
- Православна церква св. прав. Іоанна Кронштадтського (2006 року).
- Православна церква Різдва Пресвятої Богородиці (закладена в 2011 р.).
- Православна церква св. архистратига Божого Михаїла (2013)
- Православна церква св. Серафима Саровського (2015 р.)

## Парки і відпочинок
На території міста розташовані такі паркові зони і природні заказники (в дужках вказані застарілі назви): Парк «Софіївка» («Христинівка»), Парк «Кенша» («Софіївка»), Парк «Румболово», Парк «Приютино», Парк «Заміське» (т. н. «Дача Жданова»), Паркова зона «Кочубеевская» (6 га), Паркова зона «Достоєвська» (27,97 га), Паркова зона «Державінська» (40,26 га).
Великі водойми на території міста (в дужках вказані застарілі назви): озеро 1-е Ждановське (Симонова), озеро 2-е Ждановське (Андроново), озеро Кругле (Велика), озеро Довгий (Тривалий), озеро Бездонне (Кругле, Мале).
Тепер всі озера визнані непридатними для купання.
Зі сходу на захід Всеволожськ перетинає річка Луб'я. В районі перетину річки Колтушським шосе, поруч з греблею, було утворене штучне водоймище для купання. Навесні 2010 року водойму з'єднали з річкою, що зробило її непридатною для купання.

## Відомі жителі
Білоусов Володимир Павлович (нар. 1946) - спортсмен, олімпійський чемпіон.
Бортко Володимир Володимирович (нар. 1946) - радянський і російський кінорежисер, сценарист, продюсер.
Вашуков Михайло Юрійович (нар. 1958) - артист, куплетист, гуморист.
Вокка Гергард Якович (1887-1988) - краєзнавець, кавалер ордена Леніна (1953), перший Почесний громадянин Всеволожська (1988), на його честь названа одна з вулиць міста.
Денисов Анатолій Олексійович (1934-2010) - радянський і російський вчений, політичний діяч.
Добровольський Юрій Антонович (1911-1979)-льотчик-випробувач, Герой Радянського Союзу.
Драчов Володимир Петрович (нар. 1966)-володар Кубка світу і 4-разовий чемпіон світу з біатлону.
Журова, Світлана Сергіївна (нар. 1972) - Олімпійська чемпіонка, депутат Державної Думи.
Слєпухін Юрій Григорович (1926-1998) - письменник.
Лістов, Борис Павлович (нар. 1969) - російський економіст, голова правління АТ «Россельхозбанк».